# Iniforis pelorcei
Iniforis pelorcei is een slakkensoort uit de familie van de Triphoridae. De wetenschappelijke naam van de soort is voor het eerst geldig gepubliceerd in 2009 door Rolan & Fernandez-Garcés.